# Foto's en een souvenir: Vreeswijk zingt Croce
Foto's en een souvenir: Vreeswijk zingt Croce är Cornelis Vreeswijks fjärde nederländska LP, utgiven av Philips 1976.
Cornelis tolkar på denna skiva den amerikanske singer/songwritern Jim Croce (1943 - 1973), som dog bara 30 år gammal i en flygkrasch just när han var på väg att slå igenom ordentligt. Cornelis gav däremot aldrig ut någon svensk skiva med Jim Croce-tolkningar. Inspelad i Hilversum 1976. 

## Medverkande musiker
- Cornelis Vreeswijk: Sång
- Piet Souer: Gitarr
- Frans Dooland: Steel Guitar
- Wim van der Stelt: Bas
- Louis de Lussanet: Slagverk
- J Haamstra: Slagverk
- Frans Poptie: Violin (Solo)
- Benny Behr: Stråkar och blåsinstrument
- Peter Koelewijn: Kör
- Producent: Will Hoebee

## Låtlista
Sid A
1. "A tribute to Jim Croce"
2. "Harder dan ik had gedacht"
3. "Op leeftijd"
4. "Rustig iemand"
5. "De maartelaar"
6. "Bakker de baksteen"
7. "Foto's en een souvenir"

Sid B
1. "Daarom noem ik je "m'n liefste" in een lied"
2. "Een droom"
3. "Pech gehad"
4. "Deze keer maar niet meer"
5. "Een fles met tijd"
6. "Autowasserij-blues"
7. "A tribute to Jim Croce"